# Amsterdam Tigers
Die Amsterdam Tigers sind ein niederländischer Eishockeyclub aus Amsterdam, dessen Vorgängerclub Amstel Tijgers 1963 gegründet wurde und viele Jahre in der Eredivisie spielte. Derzeit spielt die Herrenmannschaft in der zweithöchsten niederländischen Spielklasse, der Eredivisie. Die Frauenmannschaft nahm in der Saison 2023/24 erstmals als ausländische Mannschaft am Spielbetrieb der deutschen Fraueneishockey-Bundesliga teil. Seine Heimspiele trägt der Verein in der Eishalle der Jaap Eden IJsbaan aus, der Jaap Edenhal, die über 1.200 Sitzplätze verfügt.

## Geschichte
Die Amstel Tijgers wurden 1963 als Nachfolgeverein des A.IJ.H.C. Amsterdam und der Amsterdam IJsvogels , die 1950 Meister und 1939 Pokalsieger wurden, gegründet. Der neue Club gewann nach dem Pokalsieg 1980 in der Saison 1984/85 erstmals das Double im niederländischen Eishockey. Seine stärkste Phase hatte die Mannschaft aus Amsterdam jedoch zu Beginn des 21. Jahrhunderts, als sie zwischen 2000 und 2007 vier Meistertitel gewannen. Zudem waren sie in diesem Zeitraum fünf Mal im Landespokal sowie drei Mal in der Coupe der Lage Landen erfolgreich.
2010 zog sich der Profiklub aufgrund finanzieller Probleme vom Spielbetrieb zurück und wurde aufgelöst. Als Nachfolger wurden die Amsterdam Capitals (Amsterdam G’s) gegründet, während die Amstel Tijgers zunächst ausschließlich als Amateurverein weiter existierten. Ab 2014 nahmen die Tijgers wieder an der Eerste divisie, der zweithöchsten Spielklasse des Landes, teil und spielten bis 2019 in der belgisch-niederländischen BeNe League. Seit 2017 trägt der Club den Namen Amsterdam Tigers.

## Erfolge
- Niederländischer Meister der Herren: 1950, 1985, 2002, 2003, 2004, 2005
- Niederländischer Pokal der Herren: 1939, 1980, 1985, 2000, 2003, 2004, 2005, 2007
- Coupe der Lage Landen:  2004, 2005, 2006

## Bekannte Spieler
- Karl Dykhuis
- Tommie Hartogs
- David Hoogsteen
- Kevin Hoogsteen
- Marcel Kars
- Alexander Schaafsma
- Zarley Zalapski
- Ron Berteling
- Mark Bultje
- Vladimír Caldr

## Fraueneishockey
Die Amsterdam Tigers engagieren sich auch stark im Bereich des Fraueneishockeys. Der Verein hat eine eigene Frauenmannschaft, die in nationalen und möglicherweise auch internationalen Wettbewerben antritt. In der Saison 2023/24 nahmen die Amsterdam Tigers als amtierende niederländische Meisterinnen als erstes ausländisches Team an der deutschen Fraueneishockey-Bundesliga teil. Parallel spielten sie weiterhin in der niederländischen Frauenliga, in der sie seit 2024 spielen sie wieder ausschließlich antreten.